# That's So Suite Life of Hannah Montana
That's So Suite Life of Hannah Montana là một seri phim tổng hợp từ 3 seri truyền hình ăn khách trên kênh Disney That's So Raven, The Suite Life of Zack & Cody và Hannah Montana. Ở Mỹ, phim được chiếu vào ngày 28 tháng 7 năm 2006, như một tập đặc biệt.

## Diễn viên và nhân vật

### TừThat's So Raven
| Diễn viên             | Vai diễn        |
| --------------------- | --------------- |
| Raven-Symoné          | Raven Baxter    |
| Anne-Marie Johnson    | Donna Cabonna   |
| Kyle Massey           | Cory Baxter     |
| Orlando Brown         | Eddie Thomas    |
| Anneliese van der Pol | Chelsea Daniels |
| Rondell Sheridan      | Victor Baxter   |
| Bobb'e J. Thompson    | Stanley         |
| Jasmine Guy           | Pistache        |
| Annie Wood            | Kandra Blair    |
| Tiffany Thornton      | Tyler Sparks    |
| Malik Yoba            | Judge           |

### TừThe Suite Life of Zack & Cody
| Diễn viên      | Vai diễn            |
| -------------- | ------------------- |
| Dylan Sprouse  | Zack Martin         |
| Cole Sprouse   | Cody Martin         |
| Brenda Song    | London Tipton       |
| Ashley Tisdale | Maddie Fitzpatrick  |
| Phill Lewis    | Mr. Moseby          |
| Kim Rhodes     | Carey Martin        |
| Brian Stepanek | Arwin Q. Hawkhauser |
| Adrian R'Mante | Esteban Ramirez     |
| Arturo Gil     | Robot               |
| Sharon Jordan  | Irene the Concierge |
| Adam Tait      | Reporter            |

### TừHannah Montana
| Diễn viên       | Vai diễn                     |
| --------------- | ---------------------------- |
| Miley Cyrus     | Miley Stewart/Hannah Montana |
| Jason Earles    | Jackson Stewart              |
| Billy Ray Cyrus | Robby Stewart                |
| Frances Callier | Roxy                         |
| Richard Portnow | Marty Klein                  |
| Emily Osment    | Lilly Truscott               |
| Mitchel Musso   | Oliver Oken                  |